# Spathius polydectes
Spathius polydectes är en stekelart som beskrevs av Nixon 1943. Spathius polydectes ingår i släktet Spathius och familjen bracksteklar. Inga underarter finns listade i Catalogue of Life.